# Морру-да-Фумаса
Морру-да-Фумаса (порт. Morro da Fumaça)  —  муниципалитет в Бразилии, входит в штат Санта-Катарина. Составная часть мезорегиона Юг штата Санта-Катарина. Находится в составе крупной городской агломерации Агломерация Карбонифера. Входит в экономико-статистический  микрорегион Крисиума. Население составляет 16 161 человек на 2006 год. Занимает площадь 82,935 км². Плотность населения — 194,9 чел./км².
Праздник города — 20 мая.

## История
Город основан 20 мая 1962 года.

## Статистика
- Валовой внутренний продукт на 2005 составляет 239.134.000,00 реалов (данные: Бразильский институт географии и статистики).
- Валовой внутренний продукт на душу населения на 2004 составляет 14.907,87 реалов (данные: Бразильский институт географии и статистики).
- Индекс развития человеческого потенциала на 2000 составляет 0,804 (данные: Программа развития ООН).

## География
Климат местности: субтропический. В соответствии с классификацией Кёппена, климат относится к категории Cfb.